# اندجورنس (کشتی ۱۹۱۲)
اندجورنس یا استقامت (انگلیسی: Endurance) یک کشتی سه دکلی بود که در آن سِر ارنست شکلتون و خدمه ۲۷ نفره در سفر ۱۹۱۴–۱۹۱۷ به سمت سرزمین جنوبی سفر کردند. این کشتی که در ابتدا پولاریس نام داشت در کارخانه کشتی‌سازی Framnæs shipyard ساخته شد و در سال ۱۹۱۲ از ساندفیورد در نروژ به آب انداخته شد. پس از اینکه کمیسران او دیگر نتوانستند هزینه کشتی سازی را بپردازند، کشتی توسط شاکلتون در ژانویه ۱۹۱۴ برای هیئت اعزامی خریداری شد که اولین سفر او بود. یک سال بعد، کشتی اِندجورنس در یخ‌های بسته گرفتار شد و سرانجام در ۲۱ نوامبر ۱۹۱۵ در دریای ودل در نزدیکی جنوبگان غرق شد. همه خدمه از غرق شدن کشتی جان سالم به در بردند و در نهایت در سال ۱۹۱۶ پس از استفاده از قایق‌های کشتی برای سفر به جزیره الفنت نجات یافتند.
لاشه کشتی استقامت در ۵ مارس ۲۰۲۲، تقریباً ۱۰۷ سال پس از غرق شدن، توسط تیم جستجو Endurance22 کشف شد. کشتی اِندجورنس ۹۸۶۹ پا (۳۰۰۸ متر;۱۶۴۵ فاتوم) در ااعماق دریا قرار داشت و در وضعیت خوبی قرار دارد. این کشتی به عنوان یک مکان تاریخی و بنای تاریخی حفاظت شده تحت سیستم پیمان قطب جنوب تعیین شده‌است.